# 春猿火
春猿火（はるさるひ、harusaruhi、2000年2月 - ）は、日本の歌手、バーチャルラップシンガー。KAMITSUBAKI STUDIO所属。

## 概要
10代、20代の若者が抱える想い、エモーションを歌とラップに込める、バーチャルラップシンガー。
時に台風のように力強く、時にあどけない少女のように、パワフルで変幻自在な歌唱力で聴き手の心を引き込む。—KAMITSUBAKI STUDIO 公式ウェブサイト
2019年11月のデビュー以降、オリジナル楽曲やVOCALOIDを中心としたカバー楽曲（歌ってみた楽曲）をYouTubeに投稿し続けている。投稿した楽曲のうち、オリジナル楽曲「オオゴト」「台風の子」「daydream」「迷人」「friction(Remix)feat.梓川」「中間地点」「声帯学」とカバー楽曲「命に嫌われている RAP VERSION」「君の神様になりたい。RAP VERSION」「魔女 RAP VERSION」「愛があれば。RAP VERSION」「オルターエゴ」「不埒な喝采」「ANIMAる」「ヲズワルド」は100万回再生を達成している。オリジナル楽曲では、ラップシンガーのたかやんがメインコンポーザー、ボカロPのMisumiや大沼パセリらが編曲・トラックメイカーを担当している。キャラクターデザインはイラストレーターの穂竹藤丸。2021年3月の「不可解弐Q2」出演後は、花譜、理芽、ヰ世界情緒、幸祜、とともにV.W.P（Virtual Witch Phenomenon）の一員として活動している。ファンの名称は「観測者春組」（かんそくしゃ はるぐみ）。

## 来歴

### 2019年
- 11月15日、自身のYouTubeチャンネルに初めて動画を投稿しデビュー[7]。
- 12月25日、1stオリジナル楽曲「逆転」を公開[8]。

### 2020年
- 12月5日、自身初となるライブ「シュークリームライブ」を開催[9]。

### 2021年
- 1月16日、自身のYouTubeチャンネル登録者数が10万人を突破[10]。
- 3月14日、「不可解弐Q2」開催後に花譜、理芽、ヰ世界情緒、幸祜とともに結成されたバーチャルアーティストグループV.W.Pの一員として活躍している。
- 8月27日、東京・ヒューリックホール東京で1stワンマン「シャーマニズム」を開催[11]。
- 10月6日、1stアルバム「心眼」をリリース[12]。

### 2022年
- 1月28日、アニメ『地球外少年少女』の主題歌「Oarana」を担当[13]。
- 11月16日、YouTubeアニメ『テイコウペンギン』のオープニングテーマ「自由までの距離」を担当

### 2023年
- 3月30日、「KAMITSUBAKI FES '23」に参加。
- 11月13日、自身の歌声を元にした音声合成ライブラリ「音楽的同位体 羽累(HARU)」が音声合成ソフトウェア「CeVIO AI」のライブラリとしてリリース[14]。

### 2024年
- 3月29日、自身の声を元にしたテキスト読み上げ用ソフトウェア「音楽的同位体 羽累 TALK EXTENSION collaboration with VOICEPEAK」がリリース。

## 出演

### イベント
- 「不可解弐Q1」（2020年10月10日[15]）
- 「シュークリームライブ」（2020年12月5日[9]、YouTube）
- 「不可解弐Q2」（2021年3月13日[16]）
- 「BREAK OUT祭 融合 -FUSION-」（2021年7月9日[17]）
- 「魔女集会」JOINT LIVE (4月15日、豊洲PIT)
- V.W.P 1st ONE-MAN LIVE「現象」
- 「魔女集会」TALK EVENT（追加公演）
- 春猿火×幸祜「Singularity Live 2」（2022年11月6日、オンラインライブ）
- KAMITSUBAKI FES '23（2023年3月30日、豊洲PIT）
- V.W.P 2nd ONE-MAN LIVE「現象Ⅱ」(2024年1月13日、代々木第一体育館)

### テレビアニメ
- 神椿市建設中。（2025年、朝主派流）

### ゲーム
- 神椿市建設中。（2025年、朝主派流）
- 春琉ト怪夜（2025年、春琉）

## ディスコグラフィ
| タイトル                  | 配信日         | レーベル           |
| ------------------------- | -------------- | ------------------ |
| 台風の眼                  | 2020年12月9日  | KAMITSUBAKI RECORD |
| 居場所                    | 2021年1月27日  | KAMITSUBAKI RECORD |
| 覚醒 feat.さなり          | 2021年6月23日  | KAMITSUBAKI RECORD |
| 哀愁さえも仲間            | 2021年8月18日  | KAMITSUBAKI RECORD |
| Oarana                    | 2022年1月28日  | KAMITSUBAKI RECORD |
| 百花繚乱                  | 2022年6月29日  | KAMITSUBAKI RECORD |
| テラ                      | 2022年9月21日  | KAMITSUBAKI RECORD |
| 自由までの距離            | 2022年11月16日 | KAMITSUBAKI RECORD |
| 潜む自信                  | 2023年2月8日   | KAMITSUBAKI RECORD |
| 牢獄 / 春猿火×ヰ世界情緒  | 2023年4月1日   | KAMITSUBAKI RECORD |
| 古傷 / 幸祜×春猿火        | 2023年4月1日   | KAMITSUBAKI RECORD |
| 生存 / ヰ世界情緒×春猿火  | 2023年5月17日  | KAMITSUBAKI RECORD |
| 台風の子                  | 2023年6月28日  | KAMITSUBAKI RECORD |
| 逆絶 (feat. V.W.P & KOKO) | 2023年7月19日  | KAMITSUBAKI RECORD |
| daydream                  | 2023年8月25日  | PHENOMENON RECORD  |
| 迷人                      | 2023年11月5日  | PHENOMENON RECORD  |
| 残火 (feat. 花譜 & V.W.P) | 2023年11月15日 | PHENOMENON RECORD  |
| CALL / ヰ世界情緒×春猿火  | 2023年12月13日 | PHENOMENON RECORD  |
| friction(Remix)feat. 梓川 | 2023年12月20日 | PHENOMENON RECORD  |
| 身空歌                    | 2024年1月15日  | PHENOMENON RECORD  |
| 巫女                      | 2024年4月11日  | PHENOMENON RECORD  |
| 砂時計                    | 2024年7月12日  | PHENOMENON RECORD  |
| META                      | 2024年10月16日 | PHENOMENON RECORD  |
|                           |                |                    |

| タイトル         | 公開日         | 作詞・作曲                                | 編曲             | Mix  | 映像/イラスト/タイポグラフィ | その他          |
| ---------------- | -------------- | ----------------------------------------- | ---------------- | ---- | --- | --------------- |
| 逆転             | 2019年12月25日 | たかやん                                  | やいり           | 神作 | 涌元智崇/穂竹 藤丸/杉山健太郎 グラフィック制作協力 - 杉山健太郎                                                                                              | ギター - 上杉悟 |
| Lift Up          | 2020年3月6日   | たかやん                                  | Masanori Yashiro | 神作 | 庵（Insight）/穂竹 藤丸/杉山健太郎 グラフィック制作協力 - 本忠学                                                                                             | -               |
| 猛進             | 2020年5月29日  | たかやん                                  | Misumi           | 神作 | TatsuyaM/穂竹 藤丸/杉山健太郎 | -               |
| オオゴト         | 2020年7月30日  | たかやん                                  | Misumi           | 神作 | 監督 - 東市篤憲（A4A）、玲架（A4A） リリックモーション - レオル（A4A） モーションキャプチャ協力 - 株式会社冬寂                                               | -               |
| 告げ口           | 2020年9月28日  | たかやん(作詞) たかやん・大沼パセリ(作曲) | 大沼パセリ       | 神作 | 木葉はづく/穂竹 藤丸/杉山健太郎 | -               |
| 台風の眼         | 2020年12月9日  | たかやん                                  | やいり           | 神作 | 監督 - 涌元トモタカ（FLAT STUDIO） CGディレクター - 青木史耕 CGアニメーター - monomane91 テクニカルアーティスト - ヒラタマオ、ジョン西 /穂竹 藤丸/杉山健太郎 | ギター - 上杉悟 |
| 居場所           | 2021年1月27日  | たかやん                                  | 橘井健一         | 神作 | muen/穂竹 藤丸/杉山健太郎 | -               |
| 覚醒 feat.さなり | 2021年6月23日  | たかやん・さなり                          | 大沼パセリ       | 神作 | 玲架(A4A)/タイトルロゴ - 杉山健太郎 | -               |
| 哀愁さえも仲間   | 2021年8月18日  | たかやん                                  | 橘井健一         | 神作 | muen/穂竹 藤丸/本忠学/タイトルロゴ - 杉山健太郎 | -               |
| Oarana           | 2022年1月28日  | Vincent Diamante                          | Vincent Diamante | -    | UDON/タイトルロゴ-UDON | -               |
| 百花繚乱         | 2022年6月29日  | たかやん(作詞) たかやん・一二三(作曲)     | 一二三           | 神作 | 監督・CG：玲架（A4A Inc.） リリックモーション：レオル（A4A Inc.） CG協力：Lethe 撮影：アカギゴウ タイトルデザイン：本忠学                                    | -               |
| テラ             | 2022年9月21日  | たかやん                                  | 安宅秀紀         | 神作 | 監督：涌元トモタカ イラスト：一色 タイトルロゴ・リリックデザイン：本忠学                                                                                     | -               |
| 自由までの距離   | 2022年11月15日 | たかやん(作詞) たかやん・橘井健一(作曲)   | 橘井健一         | 神作 | 監督：koshi-kun イラスト：一色 タイトルロゴ・リリックデザイン：本忠学                                                                                        | -               |

### 参加作品
| 発売日         | タイトル                                                            | 収録曲                                                           |
| -------------- | ------------------------------------------------------------------- | ---------------------------------------------------------------- |
| 2021年10月20日 | KAMITSUBAKI x Monark Collaboration Album「Awake」                   | Gunpowder Pleiades 愛厭奇縁 / 春猿火, ヰ世界情緒                 |
| 2021年12月21日 | Memories KAMITSUBAKI CITY UNDER CONSTRUCTION THEME SONGS COLLECTION | Ambition / 朝主派流, 春猿火 ÷ / 朝主派流, 春猿火, 輪廻此処, 幸祜 |
| 2022年12月30日 | KAMITSUBAKI STUDIO SAMPLER Vol. 1                                   | オオゴト                                                         |
| 2023年2月15日  | CIEL『STRAWBERRY LIVE』                                             | 東京は夜 (Live) feat.Harusaruhi                                  |